# چارلی دیوی (دوچرخه‌سوار)
چارلی دیوی (انگلیسی: Charlie Davey; ۲۷ اوت ۱۸۸۶ – ۷ اکتبر ۱۹۶۴) دوچرخه‌سوار اهل بریتانیا بود.
وی در مسابقات کشوری و بین‌المللی در مجموع برندهٔ ۲ مدال برنز شده‌است.